# Poul Emmert Andersen
Poul Emmert Andersen (født 12. juli 1938 i Randers, død 28. maj 2002) var en dansk erhvervsmand og politiker. Han var medlem af Folketinget for Centrum-Demokraterne fra 1981 til 1984 og igen fra 1987 til 1988.
Andersen blev født i 1938 i Randers. Han var søn af bankfuldmægtig Herman Johannes Andersen og Asta Boldsen. Han var uddannet på handelshøjskolerne i Århus, Odense og København 1960-1972 og havde haft flere computerkurser i Danmark og udlandet. Andersen var kontorchef i Fyns Mejeriselskab fra 1964 til 1967 og direktør i revisorernes EDB-central "Datadan" fra 1967 til 1975 hvorefter han var selvstændig erhvervsdrivende. Han var tillige formand for bestyrelsen for Venture Partners A/S og medlem af flere virksomhedsbestyrelser.
Andersen var medlem af Centrum-Demokraternes landsråd 1974-1977 og blev partiets folketingskandidat i Køgekredsen i 1975. Han blev valgt til Folketinget ved valgene i 1981 og 1987. Han var formand for Folketingets Forsvarsudvalg 1982-1983.